# Rhabdopleura compacta
Rhabdopleura compacta är en djurart som tillhör fylumet svalgsträngsdjur, och som beskrevs av Walter Douglas Hincks 1880. Rhabdopleura compacta ingår i släktet Rhabdopleura och familjen Rhabdopleuridae. Inga underarter finns listade i Catalogue of Life.